# Sheamus
Stephen Farrelly (* 28. Januar 1978 in Dublin), bekannt unter seinem Ringnamen Sheamus (ˈʃeɪməs), ist ein irischer Wrestler und Schauspieler. Er steht bei der WWE unter Vertrag und tritt regelmäßig in deren Show SmackDown auf. Seine größten Erfolge sind der dreifache Erhalt der WWE Championship und der Erhalt der  World Heavyweight Championship.

## Biografie

### Frühe Jahre
Farrelly wurde in Dublin geboren und wuchs in der North Great George’s Street auf. Er besuchte die Grundschule Scoil Caoimhin und spricht fließend Irisch. Bis zu seinem 13. Lebensjahr war er Mitglied in einem Chor. Er spielte Gaelic Football für das Erin's-Isle-Team und außerdem Rugby für das National College of Ireland. Farrelly war auch als Bodyguard von Bono und Larry Mullen, Jr. von U2 sowie von Denise van Outen tätig. Er ist gelernter IT-Techniker. Sein Vater Mark war ein Amateur-Bodybuilder. Er ist Fan des FC Liverpool, Borussia Dortmund und von Celtic Glasgow.

### Anfänge im Wrestling

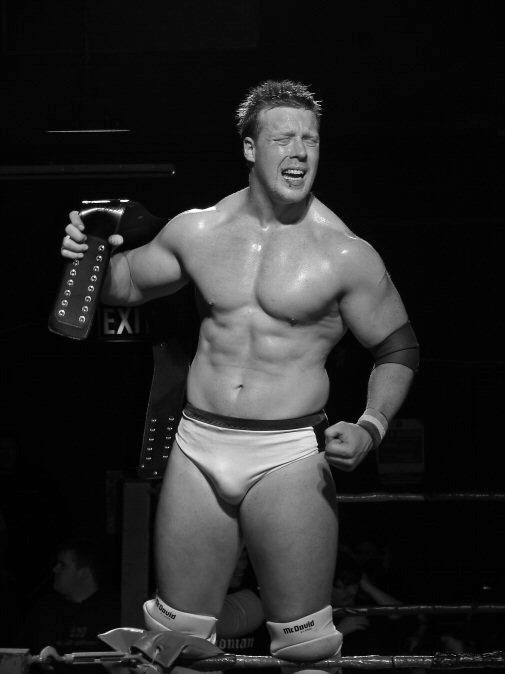
Sheamus nachdem er im November 2005 die IWW International Heavyweight Championship verteidigt hatte

Farrelly begann 2002 mit dem Wrestling und musste kurz darauf wegen einer Nackenverletzung knapp zwei Jahre lang pausieren. Ab Mai 2004 stand er für zwei Jahre bei Irish Whip Wrestling im Ring. Er war an Matches mit Raven und Drew Galloway beteiligt. Von 2005 bis 2007 war er auch in der britischen Independent-Szene zu sehen, dabei bestritt er 2006 und 2007 Tryouts bei der WWE.

### World Wrestling Entertainment

#### Anfänge in der WWE und Aufstieg in den Main Event (2007–2011)
Von der WWE wurde Farrelly schließlich 2007 unter Vertrag genommen. Er debütierte in der WWE-Trainingsliga Florida Championship Wrestling am 3. Oktober 2007 und durfte dort die FCW Florida Heavyweight Championship gewinnen.

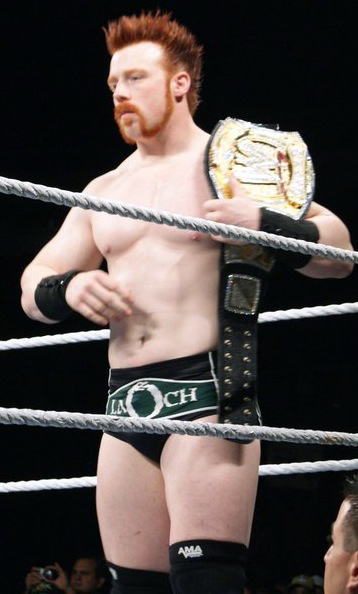
Sheamus ist ein dreifacher WWE Champion

In der ECW-Ausgabe vom 30. Juni 2009 debütierte Farrelly im WWE-TV. Somit war er zunächst Teil des ECW-Rosters und fehdete dort gegen Goldust und Shelton Benjamin. Am 26. Oktober 2009 wechselte man ihn zu RAW. Es folgten einige Matches, ehe er bereits am 13. Dezember desselben Jahres bei dem Pay-per-View WWE TLC: Tables, Ladders & Chairs die WWE Championship von John Cena gewinnen durfte. Am folgenden Abend bei RAW wurde Farrelly der Slammy Award in der Kategorie „Breakout Superstar of the Year (2009)“ verliehen. Am 21. Februar 2010 musste er den Titel bei dem Pay-per-View Elimination Chamber wieder an John Cena abgeben. Während des Matches erlitt Farrelly ein Schädel-Hirn-Trauma und musste kurzfristig pausieren. Bei seiner Rückkehr attackierte er Triple H, was zu einem Match der beiden bei WrestleMania XXVI führte, welches er verlor.
Am 20. Juni bei dem Pay-per-View Fatal 4-Way durfte Farrelly ein Fatal 4-Way-Match gegen John Cena, Randy Orton und Edge gewinnen und so den WWE Champion-Titel zum zweiten Mal erhalten. Bei Night of Champions am 19. September 2010 musste er den Titel an Randy Orton abgeben. Am 29. November 2010 durfte er bei RAW das King-of-the-Ring-Turnier gewinnen, nachdem er John Morrison, Kofi Kingston sowie eine Woche zuvor R-Truth besiegen durfte.
Am 14. März 2011 gewann Farrelly die WWE United States Championship in einem Match gegen Daniel Bryan und legte das Gimmick des King Sheamus beiseite.

#### Vierfacher World Champion (2011–2016)

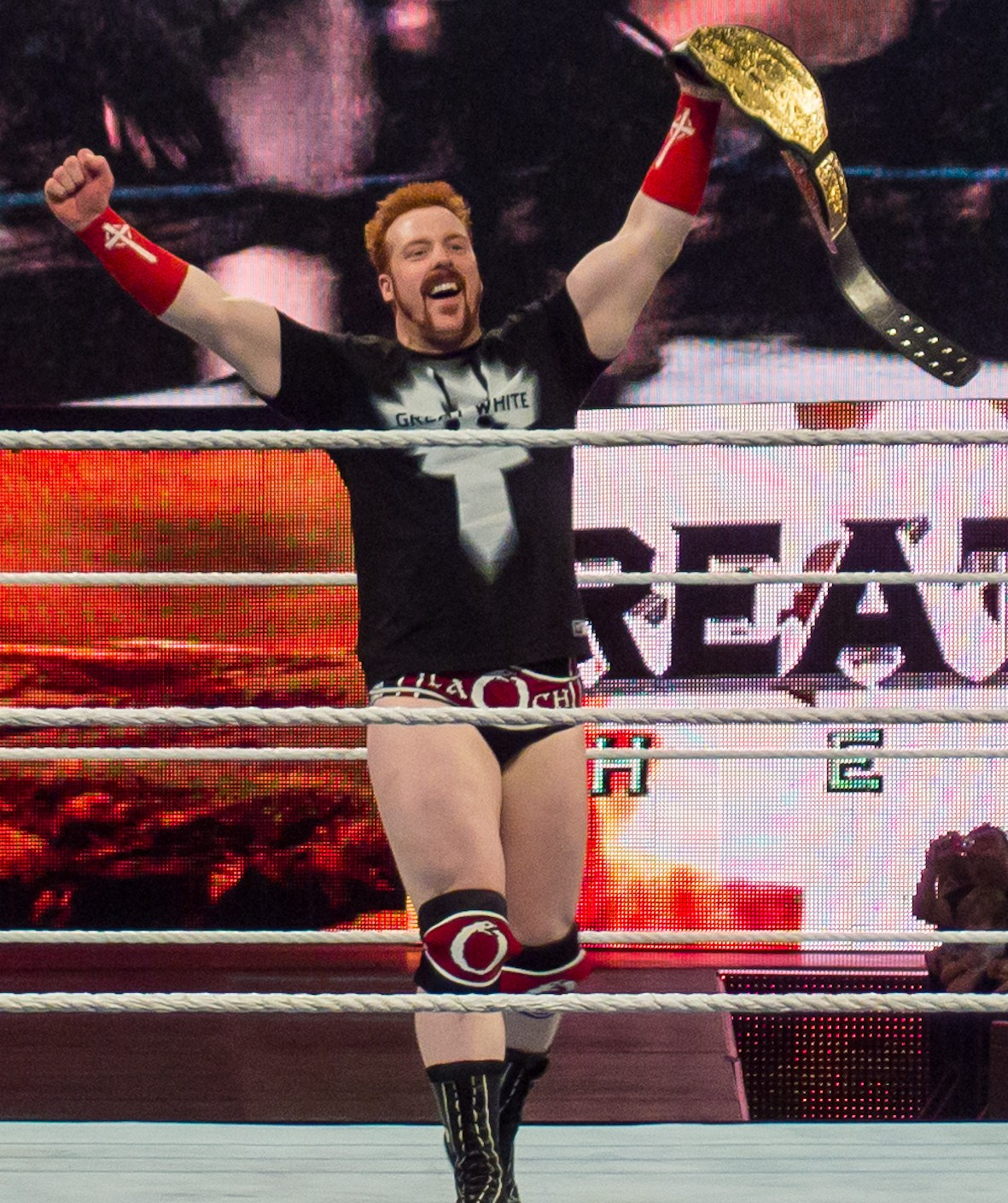
Sheamus hielt zudem die World Heavyweight Championship, was ihn zum vierfachen World-Champion macht

Beim WWE Draft am 26. April 2011 wurde er zu SmackDown gewechselt. Daraufhin verlor er beim PPV Extreme Rules, am 1. Mai 2011, in einem Tables Match die WWE United States Championship an Kofi Kingston. Anschließend fehdete er gegen Randy Orton, Mark Henry und Christian.
Am 29. Januar 2012 gewann Farrelly das 25. Royal Rumble Match. Bei WrestleMania XXVIII am 1. April 2012 in Miami gewann er die World Heavyweight Championship von Daniel Bryan, welche er am 28. Oktober 2012 bei der Großveranstaltung „Hell in a Cell“ an Big Show verlor. Seitdem fehdete er mit The Shield, Big Show und Damien Sandow.
Am 14. Juli 2013 zog er sich beim PPV Money in the Bank bei einem Sturz durch eine Leiter einen Einriss an der Knorpellippe in seiner linken Schulter zu. Beim Royal Rumble 2014 kehrte Sheamus nach 6-monatiger Verletzungspause zur WWE zurück. Am 5. Mai 2014 gewann er erneut die WWE United States Championship. Am 3. November 2014, verlor Sheamus seinen United States Titel gegen Rusev der ihn mit einem Submission-Griff besiegte. Ab November 2014 pausierte er aufgrund einer Verletzung.
Am 30. März 2015 kehrte Sheamus bei RAW zurück und startete eine Fehde gegen Dolph Ziggler. Am 14. Juni 2015 durfte er das Money in the Bank Ladder Match gewinnen, was ihm laut Storyline innerhalb eines Jahres zu beliebiger Zeit ein Titelmatch um die WWE World Heavyweight Championship garantiert. Am 22. November 2015 löste Farrelly den Money in the Bank-Vertrag bei der Survivor Series 2015 ein und wurde somit neuer WWE World Heavyweight Champion. Sheamus verlor die WWE World Heavyweight Championship am 14. Dezember 2015 bei Raw gegen Roman Reigns.

#### Tag Team mit Cesaro und Verletzungspause (2016–2019)

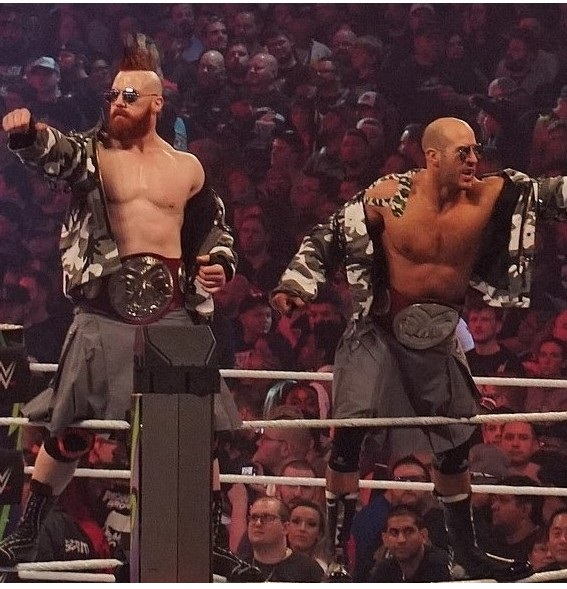
Sheamus und Cesaro als Raw Tag Team Champions bei WrestleMania 34

Bei dem am 19. Juli 2016 erstmals seit 2011 wiederdurchgeführten WWE Draft, wurde Sheamus in das RAW-Roster gedraftet. Im Anschluss an den Draft begann er eine Fehde gegen Cesaro. In der Folgezeit bestritten die beiden eine Best-of-7-Matchserie, welche beim SummerSlam begann und beim PPV Clash of Champions endete. Das letzte Aufeinandertreffen endete ergebnislos, da beide Männer nicht mehr in der Lage waren, den Kampf fortzusetzen. Am folgenden Abend bei RAW wurden er und Cesaro von General Manager Mick Foley zu einem Tag Team zusammengestellt. Nach anfänglichen Schwierigkeiten freundeten sich die ehemaligen Rivalen an und sollten als The Bar eines der erfolgreichsten Tag Teams der kommenden Jahre bilden. Nach mehreren Siegen gewannen die beiden beim PPV Roadblock: End of the Line die WWE Raw Tag Team Championship von The New Day. Die Titel verloren sie am 29. Januar 2017 beim Royal Rumble an Karl Anderson und Luke Gallows.
Am 4. Juni 2017 bei Extreme Rules gewannen er und Cesaro als Tag Team zum zweiten Mal die WWE Raw Tag Team Championship, nachdem sie die Hardy Boyz in einem Steel-Cage-Match besiegen konnten. Diese Regentschaft hielt für 77 Tage und sie verloren die Titel schlussendlich am 20. August 2017 beim Summerslam an The Shield Seth Rollins und Dean Ambrose. Bereits am 6. November 2017 konnten sich The Bar zum dritten Mal die WWE Raw Tag Team Championship sichern, hierfür besiegten sie ihre früheren Titelabnehmer The Shield Seth Rollins und Dean Ambrose. Am 28. Januar 2018 gewannen sie zum vierten Mal die Raw Tag Team Championship von Seth Rollins und Jason Jordan. Die Regentschaft hielt 70 Tage und sie verloren dann bei WrestleMania 34 die Titel an Braun Strowman und seinem 11-jährigen Tag-Team-Partner Nicholas. Im Rahmen des Superstar Shake Ups 2018 drafteten dann er und Cesaro nach SmackDown. Hierauf gewannen sie dann am 16. Oktober 2018 die WWE SmackDown Tag Team Championship von The New Day bei der SmackDown 1000 Ausgabe, diese Regentschaft hielt 103 Tage und sie verloren dann anschließend die Titel am 27. Januar 2019 beim WWE Royal Rumble an The Miz und Shane McMahon. Hiernach war Sheamus verletzungsbedingt nicht mehr in den Shows von WWE zu sehen, da er mehrfache Gehirnerschütterungen erlitt und mit Nackenschmerzen zu kämpfen hat.

#### Rückkehr in die Shows (seit 2019)
Am 29. November 2019 kehrte Sheamus nach 10 Monaten Verletzungspause zu SmackDown in Rahmen eines Segments zurück. Sein In-Ring Comeback gab er am 26. Januar 2020 beim WWE Royal Rumble. Dort bestritt er ein Match gegen Chad Gable, welches er gewann. Am 12. Oktober 2020 wechselte er durch den Draft zu Raw. Sein erstes Match bestritt er am 26. Oktober gegen Riddle, dieses konnte er gewinnen. Durch diesen Sieg qualifizierte er sich für das Survivor Series Elimination Match. Zusammen mit seinem Team konnte er das Survivor Series Elimination Match gewinnen.
Im November startete er eine Fehde mit Drew McIntyre. Zuerst unterstützte er ihn und bestritt sogar Tag Team Matches mit ihm. Am 1. Februar 2021 turnte er jedoch zum Heel, indem er McIntyre mit einem Brogue Kick zu Boden brachte. Am 21. März 2021 bestritt er ein No-Holds-Barred-Match gegen ihn, dieses verlor er jedoch. Am 11. April 2021 gewann er bei WrestleMania 37 die WWE United States Championship, hierfür besiegte er Riddle. Die Regentschaft hielt 132 Tage und er verlor den Titel, schlussendlich am 21. August 2021 bei SummerSlam 2021 an Damian Priest. Am 27. September 2021 brach er sich in einem Match gegen Priest die Nase, weswegen er sich einer Operation unterziehen musste. Am 4. Oktober 2021 wurde er beim WWE Draft zu SmackDown gedraftet.

### Außerhalb des Wrestlings
Farrelly spielte in dem britischen Spielfilm The Escapist – Raus aus der Hölle (2008) die Rolle „Two Ton“ neben den Schauspielern Joseph Fiennes und Brian Cox.
Er hatte im Jahr 2006 eine kleine Rolle in dem irischen Film 3 Crosses und spielte den Zombie eines keltischen Kriegers in dem 2009 produzierten irischen Horrorfilm Assault of Darkness mit dem Hauptdarsteller Vinnie Jones. Des Weiteren hatte er einige Auftritte in Dustin the Turkeys Show Dustin's Daily News, wo er Streit mit Dustin anfing. Es endete mit einem Match zwischen Dustin und Farrelly, welches Dustin gewinnen durfte. Außerdem trat er in der Podge and Rodge Show als ein Leprechaun-Wrestler auf. 2016 spielte Farrelly in Teenage Mutant Ninja Turtles: Out of the Shadows die Rolle von „Rocksteady“.
Im Familienfilm Mein WWE Main Event spielte Sheamus eine kleine Rolle als Gastringrichter.
In der US-Serie Navy CIS: L.A. hatte er in der Episode"Der gute Kampf" im Jahre 2023 eine Gastrolle als MMA-Kämpfer.

## Titel und Auszeichnungen

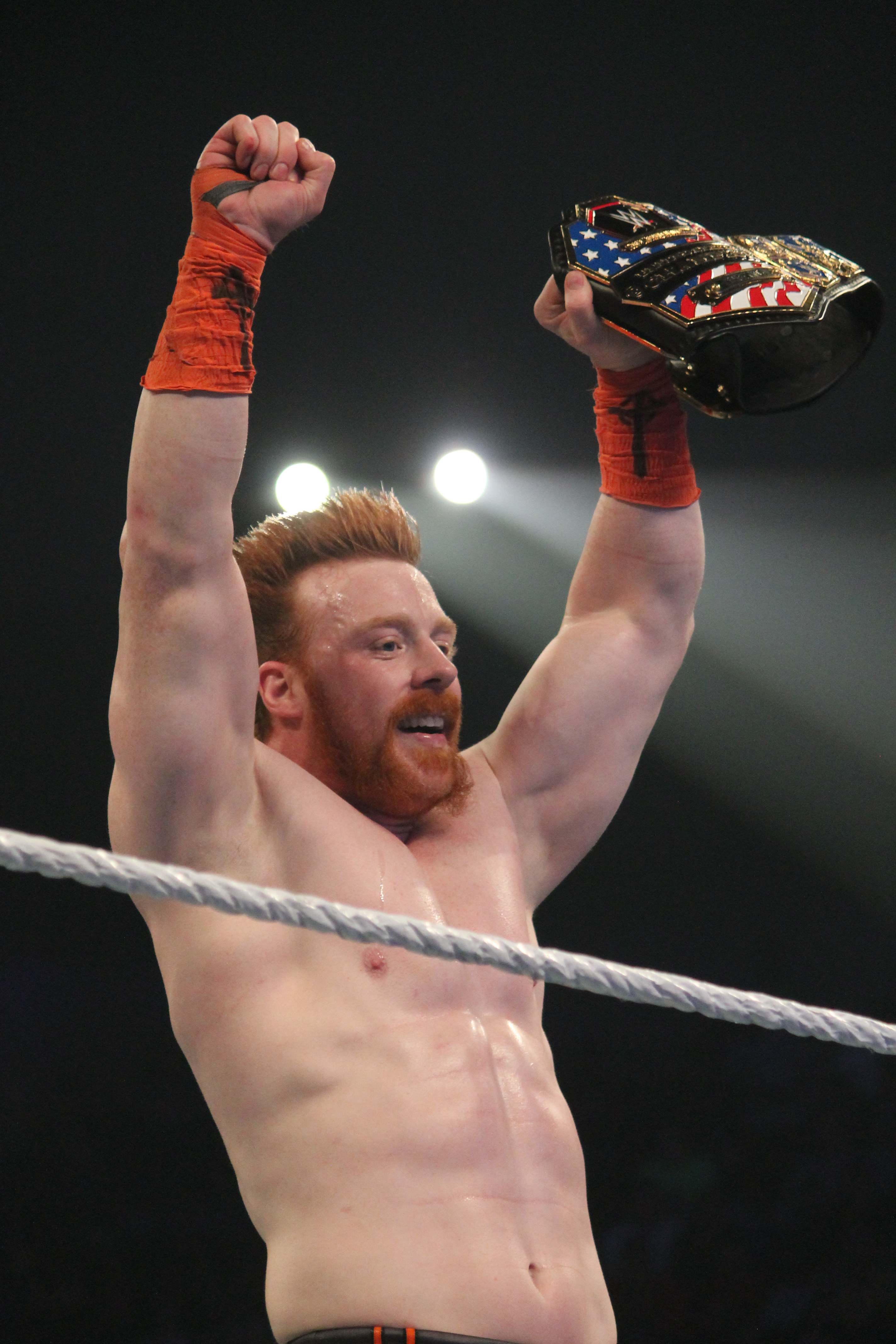
Sheamus als United States Champion im Mai 2014

### Titel
- Florida Championship Wrestling
  - 1× FCW Florida Heavyweight Champion

- Irish Whip Wrestling
  - 2× IWW International Heavyweight Champion

- World Wrestling Entertainment
  - 3× WWE Champion
  - 1× World Heavyweight Champion
  - 3× WWE United States Champion
  - 4× WWE Raw Tag Team Champion mit Cesaro
  - 1× WWE SmackDown Tag Team Champion mit Cesaro

### Auszeichnungen
- World Wrestling Entertainment
  - 2010: King of the Ring
  - 2012: Royal Rumble Sieger
  - 2015: Money in the Bank Sieger